# Vesicomya leeana
Vesicomya leeana är en musselart som först beskrevs av Dall 1889.  Vesicomya leeana ingår i släktet Vesicomya och familjen Vesicomyidae. Inga underarter finns listade i Catalogue of Life.